# Jana Epple
Jana Epple (* 25. Februar 2000) ist eine deutsche Handballspielerin auf den verschiedenen Rückraum-Positionen. In der Beachvariante ist sie deutsche Nationalspielerin.
Ihre Schwester Laura Epple spielt ebenfalls Handball im Leistungsbereich.

## Hallenhandball
Jana Epple begann mit dem Handballspielen beim TSV Dietmannsried, wechselte dann zur HSG Würm-Mitte. Mit der HSG gewann sie zwei Bayerische Meisterschaften in ihrer Altersklasse und nahm an den Spielen zur deutschen B-Jugendmeisterschaft teil. 2016 wechselte sie zur A-Jugend des HCD Gröbenzell. Zudem hatte sie 2016 bis 2018 ein Zweitspielrecht bei der Bayernliga-Mannschaft TSV Ottobeuren, wo sie schon als 16-Jährige bei den Frauen Spielpraxis bekam. Zurr Saison 2018/19 wechselte Epple zum Drittligisten HCD Gröbenzell. Mit Gröbenzell stieg sie im Jahr 2023 in die 2. Bundesliga auf. Nachdem Epple am Saisonende 2023/24 mit HCD Gröbenzell abgestiegen war, verließ sie kurz nach dem Saisonbeginn 2024/25 studiumsbedingt den Verein.
2017 nahm Epple mit der Bayern-Auswahl am Länderpokal ihrer Altersklasse teil.

## Beachhandball
Epple trainierte regelmäßig am südlichen Bayern-Stützung im Beachhandball, Ismaning. In Nazare nahm sie erstmals mit einer deutschen Nachwuchs-Nationalmannschaft 2016 an Jugend-Europameisterschaften teil. Nach einer Vorrunden mit drei Siegen verloren die Deutschen Mädchen anschließend das Viertelfinale und die beiden Platzierungsspiele und wurden am Ende Achte. Epple spielte in allen 6 Begegnungen und erzielte dabei 22 Punkte.
Erfolgreicher verliefen die Titelkämpfe ein Jahr später am Jarun-See bei Zagreb. Hier gelang ein nicht so guter Start in das Turnier, mit zwei Siegen und drei Niederlagen in der Vorrunde. Hinter den beiden Spitzenmannschaften aus den Niederlanden und Ungarn konnte Deutschland dennoch dritte der Gruppe werden und sich für das Viertelfinale qualifizieren, in dem Russland geschlagen wurde. Im Halbfinale wurde erneut den Niederländerinnen unterlegen, im Spiel um den dritten Rang wurde die bisherige Übermannschaft aus Ungarn, die bis dahin alle Titel beim weiblichen Nachwuchs in Europa gewonnen hatte, geschlagen. Alle Spiele in den KO-Runden wurden erst im Shootout entschieden. Epple spielte alle acht Spiele und erzielte 46 Punkte; gegen die Ukraine war sie in der Vorrunde mit 16 Punkten beste Werferin.
Diesen Erfolg konnte Epple mit der deutschen Mannschaft 2018 in Ulcinj wiederholen. Nach zwei Siegen und einer Niederlage zog die Mannschaft hinter Russland ins Viertelfinale ein, wo Spanien geschlagen wurde. Im Halbfinale scheiterte die Mannschaft wie im Jahr zuvor an den Niederlanden, doch konnte wiederum das „kleine Finale“ gegen Portugal klar gewonnen werden. Epple kam erneut in allen sechs möglichen Spielen zum Einsatz und erzielte 18 Punkte. Gegen Russland war sie in der Vorrunde mit sechs Punkten beste deutsche Werferin, allerdings gemeinsam mit Isabel Kattner, Lena Klingler, Toni-Luisa Reinemann und Cara Reuthal.

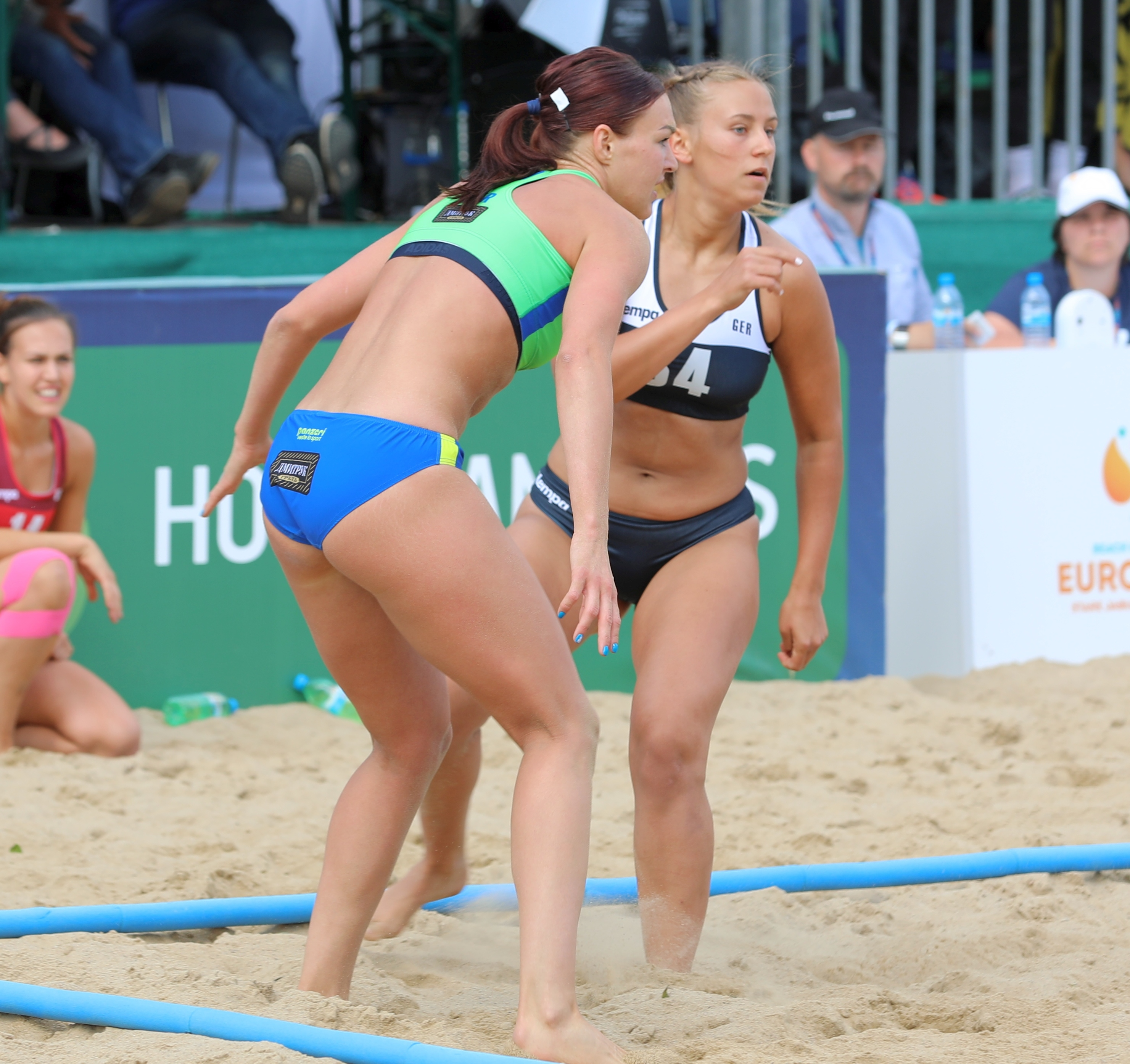
Epple im Vorrundenspiel gegen die Ukraine bei einem Angriff, den Verteidigerin Sofia Lysenko zu unterbinden versucht

Für die Europameisterschaften 2019 im polnischen Stare Jabłonki wurde Epple erstmals für ein Turnier in die A-Nationalmannschaft berufen. Der perspektivisch zusammen gestellte Mannschaft bestand aus einigen erfahrenen Spielerinnen wie Kirsten Walter, Leonie Wöbking oder Christine Königsmann, darüber hinaus aber vor allem aus jüngeren Nachwuchsspielerinnen wie Epple. Nach einer Vorrunde mit zwei Siegen und zwei Niederlagen sowie fünf gewonnenen und fünf verlorenen Sätzen qualifizierte sich das deutsche Team als Gruppendritte für die Hauptrunde. Dort schlug man zunächst die amtierenden Weltmeisterinnen aus Griechenland, verlor dann aber gegen Spanien und schlug im dritten und letzten Spiel die Italienerinnen. Das deutsche Team ging als Vorletztes Team ihrer Hauptrunden-Gruppe in die KO-Phase, wo es zunächst die Mannschaft der Schweiz deutlich mit 2:0 besiegte. Es folgte ein hart umkämpfter und erst im Shootout besiegelter Sieg gegen die Gastgeberinnen aus Polen. Im letzten Spiel nach einer kräftezehrenden Meisterschaft unterlag das junge Team der Vertretung aus Russland und belegte Platz zehn. Epple bestritt die wenigsten Spiele aller Mitglieder des deutschen Kaders, sie kam in der Hälfte der zehn möglichen Spiele zum Einsatz und erzielte 18 Punkte. Während des Turniers, vor allem nach der Vorrunde, als sie kaum noch eingesetzt wurde, stand sie etwas im Schatten der gut aufgelegten Toni Reinemann.
Mit den Minga Turtles Ismanung gewann Epple 2021 die Deutsche Meisterschaft.